# Paulmy
Paulmy település Franciaországban, Indre-et-Loire megyében. Lakosainak száma 238 fő (2022. január 1.). Paulmy Ligueil, La Celle-Guenand, Cussay, Ferrière-Larçon, Le Grand-Pressigny és Neuilly-le-Brignon községekkel határos.

## Népesség
A település népességének változása:
| Lakosok száma | 523  | 318  | 269  | 259  | 231  | 232  | 233  | 234  | 235  | 238  |
|               | 1968 | 1982 | 1990 | 2006 | 2013 | 2015 | 2017 | 2019 | 2020 | 2022 |